# Barapali
Barapali (o Barpali) è una città dell'India di 19.154 abitanti, situata nel distretto di Bargarh, nello stato federato dell'Orissa. In base al numero di abitanti la città rientra nella classe IV (da 10.000 a 19.999 persone).

## Geografia fisica
La città è situata a 21° 11' 60 N e 83° 34' 60 E e ha un'altitudine di 178 m s.l.m..

## Società

### Evoluzione demografica
Al censimento del 2001 la popolazione di Barapali assommava a 19.154 persone, delle quali 9.807 maschi e 9.347 femmine. I bambini di età inferiore o uguale ai sei anni assommavano a 2.271, dei quali 1.149 maschi e 1.122 femmine. Infine, coloro che erano in grado di saper almeno leggere e scrivere erano 12.618, dei quali 7.382 maschi e 5.236 femmine.